# John Moulder-Brown
Pour les articles homonymes, voir Moulder.
 (mars 2020).
Si vous disposez d'ouvrages ou d'articles de référence ou si vous connaissez des sites web de qualité traitant du thème abordé ici, merci de compléter l'article en donnant les références utiles à sa vérifiabilité et en les liant à la section « Notes et références ».
John Moulder-Brown, né le 3 juin 1953 à Londres, est un acteur britannique.

## Biographie
John Moulder-Brown commence sa carrière à l'âge de cinq ans dans Death Over My Shoulder puis, dans les années 1960,  devient un enfant star.
Il connaît le succès en 1971 en tant que partenaire de Jane Asher dans Deep End. Il a aussi joué dans La Résidence (1970), Le Cirque des vampires (1972), Ludwig : Le Crépuscule des dieux (1973) ou encore La Dernière Énigme (1987).

## Filmographie
- 1958 : Death Over My Shoulder
- 1958 : Atlantique, latitude 41°   : un passager
- 1959 : Les Chemins de la haute ville : Urchin (pas crédité)
- 1963 : Les 55 Jours de Pékin (55 Days at Peking)
- 1964 : Becket de Peter Glenville : un garçon (pas crédité)
- 1964 : L'Oncle de Desmond Davis : Jamie
- 1965 : Les Héros de Télémark (The Heroes of Telemark) d'Anthony Mann
- 1966 : Operation Third Form : Dick
- 1967 : Calamity the Cow : Rob Grant
- 1968 : Heidi (en) : Peter
- 1968 : Les Garçons de la rue Paul : Geréb
- 1969 : La Résidence : Luis Fourneau
- 1970 : Erste Liebe : Alexander
- 1971 : Deep End : Michael "Mike"
- 1972 : Le Cirque des vampires : Anton Kersh
- 1972 : Roi, Dame, Valet  : Frank
- 1972 : Ludwig ou le Crépuscule des dieux : Prince Othon
- 1974 : Dites-le avec des fleurs : Jean-Claude Berger. Film réalisé par Pierre Grimblat avec entre autres Delphine Seyrig et Francis Blanche dont ce sera le dernier film avant sa mort.
- 1975 : Juego de amor prohibido : Miguel
- 1979 : Confessions from the David Galaxy Affair : Sergeant Johnson
- 1981 : Gräset sjunger : Tony Marston
- 1982 : Les Confessions du chevalier d'industrie Félix Krull (série télévisée): Félix Krull
- 1985 : Claudia : Gavin
- 1986 : L'Étincelle de Michel Lang : Bob
- 1987 : La Dernière Énigme : Gilles Reed
- 1992 : Casualty (Série TV) : Hal
- 2010 : Alexander the Great from Macedonia  : Le roi Philippe de Macédoine
- 2012 : Sunner Night, Winter Moon de Xavier Koller : Trevor Snow
- 2014 : Margery Booth: The Spy in the Eagle's Nest de Xavier Koller : John Brown